# Eddie Korbich
Eddie Korbich (Washington, 6 novembre 1960) è un attore statunitense, attivo in campo teatrale, televisivo e cinematografico.

## Biografia
Nato a Washington e cresciuto a Shamokin, Eddie Korbich ha studiato al conservatorio di Boston e dopo essersi laureato nel 1983 debuttò a New York nel 1985, nel musical A Little Night Music. Dopo aver recitato in diversi musical nell'Off Broadway, nel 1989 fece il suo debutto a Broadway con il musical Sweeney Todd: The Demon Barber of Fleet Street, in cui recitava accanto a Bob Gunton e Beth Fowler. Nel 1990 recitò nella prima del musical Assassins in scena al Playwrights Horizons dell'Off Broadway, prima di tornare a Broadway nella produzione del Lincoln Center del musical Carousel.
Nel 1996 recitò nella seconda tournée statunitense della produzione di Harold Prince di Show Boat, prima di tornare a Broadway nel 2003 con la prima di Wicked a Broadway.  Recitò ancora a Broadway nel 2006, interpretando il ruolo di George in The Drowsy Chaperone, e nel 2008, quando fu Scuttle in The Little Mermaid. Negli anni 2010 ha recitato nuovamente a Broadway nei musical A Christmas Story (2012) e A Gentleman's Guide to Love and Murder (2013), oltre a recitare accanto al premio Oscar Emma Thompson in Sweeney Todd al Lincoln Center.

## Filmografia parziale

### Cinema
- Gli occhi del delitto (Jennifer 8), regia di Bruce Robinson (1992)
- Quiz Show, regia di Robert Redford (1994)

### Televisione
- Law & Order - serie TV, 1 episodio (1992)
- New York Undercover - serie TV, 1 episodio (1995)
- Law & Order - Unità vittime speciali - serie TV, 1 episodio (2003)
- Nurse Jackie - Terapia d'urto - serie TV, 1 episodio (2009)
- Blue Bloods - serie TV, 1 episodio (2016)

### Doppiaggio
- Doug - serie TV, episodi (1991-1999)
- Il gobbo di Notre Dame (The Hunchback of Notre Dame), regia di Gary Trousdale e Kirk Wise (1996)
- Pepi, Briciola e Jo-Jo - serie TV, episodi (1999)
- Doug - Il film (Doug's 1st Movie), regia di Maurice Joyce (1999)
- Tarzan, regia di Chris Buck e Kevin Lima (1999)
- La famiglia della giungla, regia di Cathy Malkasian e Jeff McGrath (2002)

## Doppiatori italiani
Nelle versioni in italiano delle opere in cui ha recitato, Eddie Korbich è stato doppiato da:
- Marco Baroni in Elementary
- Enrico Di Troia in Blue Bloods